# Гринсборо
Гринсборо (енгл. Greensboro) трећи је по величини град америчке савезне државе Северна Каролина. По попису из 2000. године има 223.891 становника.

## Демографија
По попису из 2010. године број становника је 269.666, што је 45.775 (20,4%) становника више него 2000. године.
|                   | 2010.            | 2000.            |
| Укупно            | 269 666 (100,0%) | 223 891 (100,0%) |
| Белци             | 122 888 (45,57%) | 120 112 (53,65%) |
| Афроамериканци    | 109 586 (40,64%) | 83 728 (37,40%)  |
| Хиспаноамериканци | 20 336 (7,541%)  | 9 742 (4,351%)   |
| Азијати           | 10 772 (3,995%)  | 6 357 (2,839%)   |
| Остали            | 6 084 (2,256%)   | 3 952 (1,765%)   |

## Партнерски градови
- Монбелијар